# Carbocalumite
La carbocalumite (simbolo IMA: Cbcl) è un minerale molto raro del supergruppo dell'idrotalcite appartenente alla famiglia minerale degli "ossidi e idrossidi" con composizione chimica Ca4Al2(OH)12(CO3) • 6(H2O).
La carbocalumite è il carbonato-analogo dell'idrocalumite.

## Etimologia e storia
La carbocalumite è stata scoperta in Israele, nel bacino di Hatrium (deserto del Negev), che è anche la sua località tipo; il suo campione tipo è invece conservato presso l'Accademia russa delle scienze di Mosca, nel museo mineralogico "A.E. Fersman" con il numero di catalogo 5736/1.

## Classificazione
Essendo un minerale riconosciuto dall'Associazione Mineralogica Internazionale (IMA) nel 2021, la carbocalumite non è elencata né nella classificazione dei minerali di Dana, né nella Sistematica dei lapis (Lapis-Systematik) di Stefan Weiß (aggiornata nel 2018), né nella nona edizione della sistematica dei minerali di Strunz (aggiornata dall'IMA nel 2009).
Nell'edizione successiva, chiamata Classificazione Strunz-mindat e proseguita dal database "mindat.org", la mampsisite viene elencata nella classe "4. Ossidi (idrossidi, V[5,6] vanadati, arseniti, antimoniti, bismutiti, solfiti, seleniti, telluriti, iodati)" e nella sottoclasse "4.F Idrossidi (senza V od U)"; questa viene ulteriormente suddivisa in base alle dimensioni dei cationi coinvolti, in modo che il minerale possa essere trovato nella sezione 4.FL Idrossidi con H2O ± (OH); strati di ottaedri che condividono uno spigolo", dove forma il sistema nº 4.FL.100 insieme alla mampsisite.

## Abito cristallino
La carbocalumite cristallizza nel sistema trigonale nel gruppo spaziale R3c (gruppo nº 167) con i parametri reticolari a = 5,7646(1) Å e c = 49,409(1) Å.

## Origine e giacitura
La carbocalumite è un minerale rarissimo ed è stato rinvenuto solo nella sua località tipo, nel bacino di Hatrium, nel Distretto Meridionale di Israele (31.20833°N 35.25833°E).